# カー・ブラックホール
カー・ブラックホール（Kerr Black Hole）とは、自転しているブラックホールのことをいう。発見者であるロイ・カーの名を冠してこう呼ぶ。
ブラックホールが持ちうる物理量は質量、角運動量、電荷の三つだけである。一般にブラックホールといえば、三つの物理量のうち質量のみをもつシュヴァルツシルト・ブラックホールを指すが、質量に加え角運動量を持つ回転するブラックホールも存在し、これをカー・ブラックホールと呼ぶ。なお質量に加えて電荷を持つ、つまり帯電しているブラックホールを、ライスナー・ノルドシュトルム・ブラックホールと呼ぶ。
近年カラー（色荷）を持つブラックホールも存在すると発表されたが、全てのブラックホールはいずれシュヴァルツシルト・ブラックホールかカー・ブラックホールに変化する。
カー・ブラックホールの特異点はリング状（環状）になっている。